# David Zauner
David Zauner (Leoben, 9 aprile 1985) è un ex saltatore con gli sci ed ex combinatista nordico austriaco.

## Biografia
In Coppa del Mondo di combinata nordica ha esordito l'8 marzo 2003 a Oslo (34°) e ha ottenuto il miglior risultato in carriera il 29 gennaio 2005 a Sapporo (9°). Non ha partecipato né a rassegne olimpiche né iridate.
Al termine della stagione 2008-2009 ha lasciato la combinata per dedicarsi al salto. In Coppa del Mondo ha esordito il 16 gennaio 2010 a Sapporo (9°) e ha ottenuto il primo podio il 7 febbraio successivo a Willingen (3°).
In carriera ha preso parte a un'edizione dei Mondiali di volo, Planica 2010 (13° nella gara individuale).

## Palmarès

### Combinata nordica

#### Mondiali juniores
- 3 medaglie:
  - 1 argento (sprint a Sollefteå 2003)
  - 2 bronzi (individuale, gara a squadre a Stryn 2004)

#### Coppa del Mondo
- Miglior piazzamento in classifica generale: 18º nel 2008

### Salto con gli sci

#### Coppa del Mondo
- Miglior piazzamento in classifica generale: 13º nel 2010
- 2 podi (entrambi a squadre):
  - 1 secondo posto
  - 1 terzo posto

#### Campionati austriaci
- 1 medaglia[1]:
  - 1 oro (gara a squadre dal trampolino normale nel 2012)